# Белостокский государственный университет
Белостокский государственный университет (пол. Uniwersytet w Białymstoku, Университет в Белостоке, или же UwB) — главный вуз города Белосток, Польша. Основан 18 июля 1997 года на основе филиала Варшавского университета (свыше 15 тыс. студентов) плюс филиал в городе Вильнюсе, Литва, где университет удовлетворяет образовательные потребности польских студентов Литвы. В университете трудоустроено 1300 человек, из них 808 человек — в академической сфере. Дом польской культуры в Вильнюсе активно сотрудничает с филиалом университета в Литве. В Вильнюсе университет зачислил 180 студентов на два факультета (90 — информатика и 90- экономика). Язык обучения и преподавания — польский.

## Руководители
- Ректор — профессор Ежи Никиторович
- Проректор НИИ и зарубежных связей — профессор Галина Парафянович
- Проректор по студенческой части — профессор Мирослава Мелезини
- Проректор региональных связей — профессор Марек Проневский

## Факультеты и отделения
- Химико-биологический:
  - Биология
  - Химия
  - Охрана здоровья
- Физика:
  - физика прикладная
  - физика теоретическая
- Экономики:
  - экономика
  - маркетинг
- Филологии:
  - английский отдел
  - белорусский отдел
  - польский отдел
  - романское отдел
  - русское отдел
  - русский как иностранный
  - информация и библиотечное дело
- Истории и социологии:
  - история
  - социология
- Математики и информатики:
  - информатика
  - математика
- Педагогико-психологический:
  - Педагогика
- Юридический:
  - управление
  - право
  - европеистика

## Международные связи
- Гродненский государственный университет имени Янки Купалы — Гродно, Беларусь
- Ярославский государственный университет — Ярославль, Россия
- Белорусский государственный университет — Минск, Беларусь
- Костромской государственный университет имени Н. А. Некрасова — Россия
- Национальная академия наук Беларуси — Беларусь
- Университет Конкордия — Монреаль, Канада
- Бернский университет — Швейцария
- Университет Синсю — Япония
- Сорбонна — Франция
- Университет Пьера и Марии Кюри — Франция